# Louisfert
Louisfert é uma comuna francesa na região administrativa da Pays de la Loire, no departamento de Loire-Atlantique. Estende-se por uma área de 18,16 km². Em 2010 a comuna tinha 1 049 habitantes (densidade: 57,8 hab./km²).